# Gádoros
Gádoros este un sat în districtul Orosház, județul Békés, Ungaria, având o populație de 3.820 de locuitori (2011). 

## Demografie
Componența etnică a satului Gádoros
     Maghiari (96,21%)
     Romi (3,01%)
     Necunoscut (0,12%)
     Alții (0,66%)
Componența confesională a satului Gádoros
     Fără religie (36,1%)
     Romano-catolici (28,98%)
     Luterani (5,63%)
     Reformați (3,19%)
     Necunoscută (25,16%)
     Alte religii (1,44%)
Conform recensământului din 2011, satul Gádoros avea 3.820 de locuitori. Din punct de vedere etnic, majoritatea locuitorilor (96,21%) erau maghiari, cu o minoritate de romi (3,01%). Apartenența etnică nu este cunoscută în cazul a 0,12% din locuitori. Nu există o religie majoritară, locuitorii fiind persoane fără religie (36,1%), romano-catolici (28,98%), luterani (5,63%) și reformați (3,19%). Pentru 25,16% din locuitori nu este cunoscută apartenența confesională.